# Tom Penny
Tom Penny is geboren op 13 april 1977 in Oxford, Engeland. Hij is een professioneel skateboarder. Hij staat bekend om zijn kalme stijl en vaardigheden in verschillende kickflipvariaties. Tegenwoordig verschuilt hij zich in St. Victor, Frankrijk.

## Geschiedenis
Tom is als eerste gespot en gesponsord door Sean Goff, een oud professioneel skateboarder en eigenaar van de SS20 Skateshop on Oxford. Hij kwam al snel op de voorpagina's van Engelse tijdschriften zoals de RAD terecht en werd zo gespot door de eigenaar van Flip Skateboards Jeremy Fox.
In 1994 verhuisde Flip naar Los Angeles in Californië.
Tot op heden skate Tom Penny bij Flip.
Hij is tevens de eerste om de Carlsbad Gap te Switch Frontside Flippen.

## Huidige sponsoren
- Flip Skateboards
- Fury Trucks
- Supra Footwear (Waar hij terechtkwam nadat hij èS Footwear verliet na 10 jaar.)
- KR3W Apparel
- Odessa Wristwear
- Active Mailorder